# SH2D1A
La proteïna 1A que conté el domini SH2 (SH2D1A) és una proteïna codificada pel gen SH2D1A en els humans que es troba al citoplasma. També és anomenada proteïna associada a SLAM (símbol SAP), ja que codifica la molécula adaptadora intracelular SAP.
L'expressió predominant es troba en cèl·lules T i cèl·lules NK. Aquesta proteïna pot unir-se competitivament a SLAM mitjançant el seu domini SH2 regulant una varietat de processos: desenvolupament i funció de cèl·lules T assassines naturals invariants (iNKT), eliminació de cèl·lules B infectades pel virus d'Epstein Bar (EBV) amb l'ajuda de limfòcits T citotòxics (CTL) i cèl·lules NK, desenvolupament de centres germinals, producció d'immunoglobulina, mort cel·lular induïda per la reestimulació de cèl·lules T i manteniment de l'homeòstasi de les cèl·lules T. Desenvolupa un paper crític en la resposta immunitària de l'organisme davant de diverses infeccions virals, i s'han descobert almenys 32 mutacions causants de malalties en el gen que la codifica.

## Història
A la dècada de 1990 es va identificar una regió cromosòmica específica relacionada amb la síndrome limfoproliferativa lligada al cromosoma X (XLP). Aquesta malaltia afecta principalment als homes i es caracteritza per una resposta immunitària defectuosa a les infeccions virals i la predisposició a desenvolupar limfomes. Es sospitava que aquesta condició estava relacionada amb una regió cromosòmica en el braç llarg del cromosoma X humà.
Al 1995 es va aconseguir clonar per primera vegada una regió cromosòmica d'interès en pacients amb nefropatia per IgA, però no es van publicar els resultats perquè no se n'havia identificat la funció.
Al 1998, tres grups d'investigadors van identificar simultàniament que el gen responsable de la XLP era el gen SH2D1A i que estava situat al braç llarg del cromosoma X humà (Xq25). Aquesta identificació del gen mutat va establir les bases d'estudi per la XLP.

## Estructura

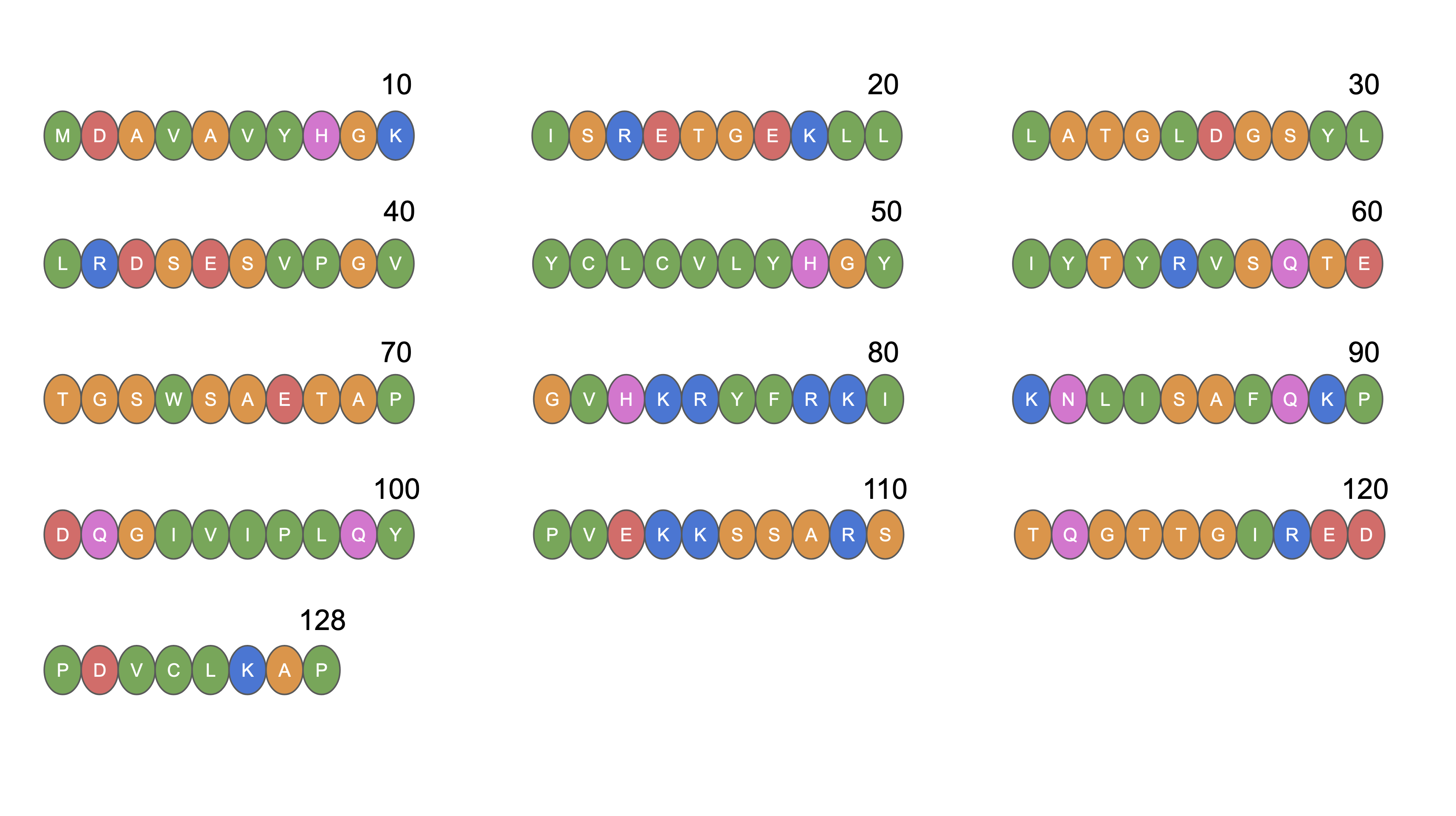
Seqüència d'aa (aminoàcids) de l'isoforma O60880-1 de l'SH2D1A. En taronja, aa lleugerament apolars. En verd, aa hidrofòbics. En magenta, aa polars. En vermell, aa carregats negativament. En blau, aa carregats positivament.

La proteïna SH2D1A pesa 14,187 Da. El gen està localitzat a la posició Xq25 del cromosoma X humà. Comprèn 4 exons, està formada per 128 aminoàcids i és essencialment no polimòrfica. La isoforma O60880-1 és considerada la seqüència canònica de la proteïna. Consisteix en una seqüència composta per un domini amino-terminal de 5 aa, un domini SH2 central (~100 aa) i una cua carboxi-terminal de 25 aa.
El domini SH2 es refereix a "Scr Homology 2" i té una disposició típica amb una fulla central de làmina-β i hèlixs-α empaquetades als costats. Aquesta estructura està altament conservada en diverses proteïnes adaptadores. El domini SH2 és esencial, ja que permet vincular-se amb pèptids de SLAM mitjançant una fosfotirosina.
Estableix interaccions addicionals amb els residus de SLAM situats a la regió amino-terminal de la tirosina 281, fet que no s'havia observat prèviament en el reconeixement de pèptids fosforilats mitjançant dominis SH2. Aquestes interaccions N-terminals semblen proporcionar l'energia addicional que permet el reconeixement de la seqüència de SLAM no fosforilada. Això és significatiu perquè explica com la proteïna SH2D1A pot unir-se a diferents formes de la molècula SLAM i participar en la regulació de les respostes immunitàries.

## Interaccions
La proteïna SH2D1A s'encarrega de la transducció de senyals cel·lulars per la unió a tirosines fosforilades. La majoria dels receptors SLAM tenen residus de tirosina a les cues citoplasmatiques, envoltats per dominis SH2. Els residus actuen com dominis d'unió per a cinases, fosfatases i altres proteïnes adaptadores. Després de l'activació d'aquest receptor, els dominis son fosforilats per proteïnes tirosina cinases (PTK), com la PTK específica de limfòcits (LCK) i el protooncogèn tirosina proteïna cinasa (FYN). L'SH2D1A s'uneix a aquests dominis fosforilats amb alta afinitat, la qual cosa impedeix que altres fosfatases que contenen el domini SH2 s'hi uneixin. És un "model de protecció" de SH2D1A per evitar la desfosforilació dels receptors SLAM i suprimeix la senyalització subsegüent.
A més d'evitar l'acció de les fosfatases, l'SH2D1A potència la fosforilació després de l'activació del receptor SLAM al reclutar directament les PTK, LCK i FYN, en la cua citoplasmàtica de SLAM.
L'SH2D1A té dos llocs d'unió diferents per interactuar:
- Amb dominis de fosfotirosina a través de residus al voltant de l'arginina 32 de la proteïna.
- Amb dominis SH3 a través de residus al voltant de l'arginina 78 de la proteïna.

També pot unir-se al domini cinasa de la LCK amb l'R32, impedint el lliurament d'un possible senyal negatiu mediat per fosfatasa. Però l'R78 pot interactuar també amb un residu de prolina al domini SH3 de la FYN i amb el lloc de fosfotirosina del receptor SLAM, formant un complex trimolecular SLAM/SAP/Fyn. Així, al actuar com un pont entre la cinasa FYN i el receptor SLAM, l'SH2D1A exerceix un paper important en fosforilacions posteriors durant la cascada de senyalització. Aquest complex promou la fosforilació del SLAM i d'altres intermediaris posteriors com la inositol fosfatasa (SHIP-1) i les molècules adaptadores relacionades amb Dok.
S'ha observat que l'SH2D1A interacciona amb:
- NTRK1, NTRK2 i NTRK3[12]
- CD84[17][18][19][20]
- CD244[20][21]
- LY9[17][20]
- SLAMF1[20][22][23][24]
- FYN[25][26]
- DOK1[27]

## Funcions
L'SH2D1A és una proteïna clau en l'estimulació bidireccional de les cèl·lules T i B. Interactua amb la molècula de senyalització d'activació de limfòcits, actuant com un inhibidor d'aquesta proteïna transmembrana en impedir el reclutament de la molècula de transducció de senyals SHP-2, que conté el domini SH2 en el seu lloc d'unió, fet que li atorga un rol específic en la regulació de les respostes immunitàries humorals dependents dels limfòcits T. D'altra banda, regula positivament les funcions de les cèl·lules NK mediades per CD244/2B4 i CD84. També pot promoure l'activació de cèl·lules NK mediada per CD48, SLAMF6, LY9 i SLAMF7. A més, l'SH2D1A pot regular l'activitat dels receptors de les neurotrofines NTRK1, NTRK2 i NTRK3. Aquesta implicació pot tenir conseqüències en la senyalització cel·lular relacionada amb el creixement, la supervivència i el desenvolupament de les cèl·lules nervioses. S'han trobat múltiples variants de transcripció que codifiquen diferents isoformes per a aquest gen.

## Expressió
El gen SH2D1A s'expressa principalment en dos tipus de cèl·lules del sistema inmunitari: les cèl·lules T i les cèl·lules NK, així com en algunes línies de cèl·lules B derivades de limfomes de Burkitt positius per a EBV. No obstant, aquest gen no es troba a les cèl·lules B normals. La transcripció de SH2D1A es altament detectable al tim, òrgan involucrat en el desenvolupament i maduració de les cèl·lules T, i al pulmó, i s'expressa en menor mesura al fetge i la melsa. Es manifesta també als leucòcits de la sang perifèrica. S'ha observat que en pacients amb artritis reumatoide aquesta expressió es veu reduïda.

## Malalties relacionades
Mutacions com supressions, canvis d'un nucleòtid o el processament incorrecte de l'empalmament en el gen que codifica la proteïna SH2D1A, poden causar la malaltia limfoproliferativa lligada a l'X (XLP). Les persones amb XLP tenen una extrema dificultat per combatre el EBV. Les anomalies produïdes a l'SH2D1A alteren la funció de dos receptors SLAM, 2B4 (CD244) i NTB-A (SLAMF6), fent que aquests indueixin un efecte inhibidor en comptes d'activador. Per tant, la unió del lligand no aconsegueix activar les cèl·lules NK i CTL que normalment eliminen la infecció per EBV, el que porta a una sobreproducció de citocines i danys als teixits.
Altres alteracions en el mateix gen poden donar lloc a la histiocitosi hemofagocítica (HLH), síndrome caracteritzat per la proliferació desmesurada de macròfags i limfòcits T que segreguen grans quantitats de citocines inflamatòries. L'eliminació d'un sol parell de bases en el gen SH2D1A és la causa d'aquesta malatia. Els símptomes clínics de HLH registrats són la febre, l'esplenomegàlia i l'hemofagòcitosis a la medul·la òssia.
Al 2021 es va relacionar una mutació puntual hemizigota del gen SH2D1A que afecta al codó d'inici amb una forma greu de meningoencefalitis no relacionada amb el EBV, així com una vasculopatia trombòtica oclusiva i aneurismes cerebrals en un pacient de 8 anys. El pacient presentava una deficiència d'anticossos amb una pronunciada deficiència de les subclasses IgG1-3-4, i es van observar nivells basals de la proteína SH2D1A en les cèl·Lules CD8+ y CD4+ T les NK CD56+, indicant una absència incompleta de SH2D1A.

## Recerca actual
La proteïna SH2D1A representa un objecte d'estudi altament rellevant en els camps de la immunitat i la resposta immunitària. La investigació relacionada amb aquesta proteïna s'enfoca en els següents aspectes:
- Funció: S'estan duent a terme diversos estudis per millorar la comprensió del paper de la proteïna SH2D1A en la resposta immunitària i de com la seva disfunció pot desencadenar malalties autoimmunitàries i limfoproliferatives.[39]

- Estructura: Els estudis d'estructures proteiques tridimensionals han demostrat que la SH2D1A s'uneix a pèptids SLAM fosforilats i no fosforilats de manera similar, amb el residu de tirosina o fosfotirosina-281 inserit a la butxaca d'unió a fosfotirosina.[29]

- Interaccions: S'estudien les interaccions específiques de la proteïna SH2D1A amb els residus N-terminals i C-terminals i com aquestes interaccions estabilitzen els complexos.[40]

- Mecanisme d'unió: Els estudis han demostrat que la proteïna SH2D1A té un mecanisme d'unió "de 3 puntes", més versàtil, per al domini SH2 de l'SH2D1A, en contrast amb la unió "de 2 puntes" per als dominis SH2 convencionals.[41]

- Mutacions: Les mutacions de la proteïna SH2D1A s'han relacionat amb la malaltia limfoproliferativa lligada al cromosoma X (XLP). Aquests estudis pretenen descobrir com aquestes mutacions afecten la funció de la proteïna.[42]

- Teràpies: S'estan duent a terme estudis per desenvolupar teràpies per tractar la malaltia XLP i d'altres relacionades amb aquesta proteïna, entre les quals s'inclouen teràpia gènica i cel·lular.[43]